# ریچارلیسون
ریچارلیسون دِ آندراده (به پرتغالی: Richarlison de Andrade؛ زادهٔ ۱۰ مهٔ ۱۹۹۷) بازیکن فوتبال اهل برزیل است که برای باشگاه تاتنهام و تیم ملی برزیل بازی می‌کند.   
از باشگاه‌هایی که در آن بازی کرده‌است، می‌توان به فلومیننزه، واتفورد و اورتون اشاره کرد.
وی در سال ۲۰۱۵ فعالیت حرفه‌ای خود را با آمریکا مینیرو آغاز کرد و در تنها فصل خود قبل از انتقال به فلومینزه، از کامپوناتو برزیلیرو (لیگ سری ب برزیل) به قهرمانی دست یافت. وی در دو سال حضور خود در این باشگاه ۶۷ بازی و ۱۹ گل به ثمر رساند و وقتی در این رقابت‌ها کامپوناتو کاریوکا ۲۰۱۷ به عنوان برنده تمام شد، در تیم فصل نامگذاری شد. وی سپس برای واتفورد قرارداد امضا کرد و یک سال بعد به اورتون رفت و قرارداد امضا کرد. او بعداً در سال ۲۰۲۲ به تاتنهام هاتسپر پیوست.
در سطح بین‌المللی، ریچارلیسون اولین بازی بزرگسالان خود را برای برزیل در سال ۲۰۱۸ انجام داد. او یکی از اعضای تیمی بود که قهرمان کوپا آمریکا ۲۰۱۹ شد، در کوپا آمریکا ۲۰۲۱ نایب قهرمان شد و در مسابقات المپیک توکیو ۲۰۲۰ مدال طلا گرفت. گل او به صربستان در مرحله گروهی جام جهانی ۲۰۲۲ به عنوان بهترین گل جام جهانی انتخاب شد.

## آمار ملی

### بازی‌های ملی
تا تاریخ ۱۷ اکتبر ۲۰۲۳
| برزیل | برزیل | برزیل | برزیل  |
| سال   | بازی  | گل    | پاس گل |
| ----- | ----- | ----- | ------ |
| ۲۰۱۸  | ۶     | ۳     | ۱      |
| ۲۰۱۹  | ۱۳    | ۳     | ۳      |
| ۲۰۲۰  | ۴     | ۲     | ۰      |
| ۲۰۲۱  | ۹     | ۲     | ۱      |
| ۲۰۲۲  | ۱۰    | ۱۰    | ۳      |
| ۲۰۲۳  | ۶     | ۰     | ۰      |
| مجموع | ۴۸    | ۲۰    | ۸      |

### گل‌های ملی
| شماره | تاریخ           | میزبان      | بازی ملی | حریف       | نتیجه | رقابت                  |
| ----- | --------------- | ----------- | -------- | ---------- | ----- | ---------------------- |
| ۱     | ۱۱ سپتامبر ۲۰۱۸ | لاندوور     | ۲        | السالوادور | ۵–۰   | دوستانه                |
| ۲     | ۱۱ سپتامبر ۲۰۱۸ | لاندوور     | ۲        | السالوادور | ۵–۰   | دوستانه                |
| ۳     | ۲۰ نوامبر ۲۰۱۸  | میلتون کینز | ۶        | کامرون     | ۱–۰   | دوستانه                |
| ۴     | ۵ ژوئن ۲۰۱۹     | برازیلیا    | ۹        | قطر        | ۲–۰   | دوستانه                |
| ۵     | ۹ ژوئن ۲۰۱۹     | پورتو آلگری | ۱۰       | هندوراس    | ۷–۰   | دوستانه                |
| ۶     | ۷ ژوئیه ۲۰۱۹    | ریودوژانیرو | ۱۳       | پرو        | ۳–۱   | کوپا آمریکا ۲۰۱۹       |
| ۷     | ۱۳ اکتبر ۲۰۲۰   | لیما        | ۲۱       | پرو        | ۴–۲   | مقدماتی جام جهانی ۲۰۲۲ |
| ۸     | ۱۷ نوامبر ۲۰۲۰  | مونته ویدئو | ۲۳       | اروگوئه    | ۲–۰   | مقدماتی جام جهانی ۲۰۲۲ |
| ۹     | ۴ ژوئن ۲۰۲۱     | پورتو آلگری | ۲۴       | اکوادور    | ۲–۰   | مقدماتی جام جهانی ۲۰۲۲ |
| ۱۰    | ۱۷ ژوئن ۲۰۲۱    | ریودوژانیرو | ۲۷       | پرو        | ۴–۰   | کوپا آمریکا ۲۰۲۱       |
| ۱۱    | ۲۴ مارس ۲۰۲۲    | ریودوژانیرو | ۳۳       | شیلی       | ۴–۰   | مقدماتی جام جهانی ۲۰۲۲ |
| ۱۲    | ۲۹ مارس ۲۰۲۲    | لاپاز       | ۳۴       | بولیوی     | ۴–۰   | مقدماتی جام جهانی ۲۰۲۲ |
| ۱۳    | ۲۹ مارس ۲۰۲۲    | لاپاز       | ۳۴       | بولیوی     | ۴–۰   | مقدماتی جام جهانی ۲۰۲۲ |
| ۱۴    | ۲ ژوئن ۲۰۲۲     | سئول        | ۳۵       | کرهٔ جنوبی  | ۵–۱   | دوستانه                |
| ۱۵    | ۲۳ سپتامبر ۲۰۲۲ | لو آور      | ۳۷       | غنا        | ۳–۰   | دوستانه                |
| ۱۶    | ۲۳ سپتامبر ۲۰۲۲ | لو آور      | ۳۷       | غنا        | ۳–۰   | دوستانه                |
| ۱۷    | ۲۷ سپتامبر ۲۰۲۲ | پاریس       | ۳۸       | تونس       | ۵–۱   | دوستانه                |
| ۱۸    | ۲۴ نوامبر ۲۰۲۲  | لوسیل       | ۳۹       | صربستان    | ۲–۰   | جام جهانی ۲۰۲۲ قطر     |
| ۱۹    | ۲۴ نوامبر ۲۰۲۲  | لوسیل       | ۳۹       | صربستان    | ۲–۰   | جام جهانی ۲۰۲۲ قطر     |
| ۲۰    | ۵ دسامبر ۲۰۲۲   | دوحه        | ۴۱       | کرهٔ جنوبی  | ۴–۱   | جام جهانی ۲۰۲۲ قطر     |

## عملکرد باشگاهی

### آمریکا مینیرو
ریشارلیسون دِ آندراده در ۱۰ مه ۱۹۹۷ در نوا ونسیا متولد شد. او در دسامبر ۲۰۱۴ به عضویت مجموعه جوانان آمریکا مینیرو از رئال نوروزته درآمد. در ژوئن سال ۲۰۱۵، وی توسط سرمربی جیوانیلدو الیوویرا به تیم اول معرفی شد. او قبلاً نزدیک بود که در فوتبال حرفه ای خود را تسلیم کند، از سوی چند تیم رد شد و تمام هزینه‌های خود را برای بلیط یک طرفه ۶۰۰ کیلومتری بلو هورزونته برای محاکمه خود خرج کرد.
ریشارلیسون در ۴ ژوئیه ۲۰۱۵ در پیروزی ۳–۱ خانگی مقابل موگی میریم اولین بازی حرفه ای خود را انجام داد. او پس از ورود به‌عنوان جانشین دیر هنگام برای کریستیانو، آخرین گل مسابقه را به ثمر رساند. هفده روز بعد، او قرارداد خود را تا سال ۲۰۱۸ تمدید کرد.
در ۲۱ نوامبر ۲۰۱۵، هنگامی که آمریکا مینیرو با کامپوناتو برزیلیرو در سری آ با ۱–۱ در خانه تساوی رسید، ریشارلیسون در پایان مسابقه به دلیل خطا روی چارلز از بازی اخراج شد.

#### فلومیننزه
در ۲۹ دسامبر ۲۰۱۵، ریشارلیسون با باشگاه دسته اولی فلومیننزه قرارداد ۵ ساله امضا کرد. او اولین بازی خود را در تاریخ ۱۳ مه ۲۰۱۶ در بازی برگشت مرحله دوم رقابت‌های کوپا دو برزیل انجام داد و در تساوی ۳–۳ خانگی (در جمع ۶–۳) مقابل فروویاریا در تمام گل‌های تیمش تأثیر داشت. او دو روز بعد اولین بازی خود را در لیگ انجام داد و در یک پیروزی ۱–۰ دور مقابل باشگاه سابق خود آغاز شد. اولین گل او در لیگ در ۲۶ ژوئن به پیروزی رسید، در پیروزی ۲–۱ مقابل رقیب فلامینگو، بازی که در آن او به عنوان یک جایگزین دیرهنگام وارد شد، اما خودش هم مصدوم شد.
در کامپنتو کاریوکا در سال ۲۰۱۷، ریشارلیسون در ۱۲ مسابقه ۸ گل به ثمر رساند و در حالی که باشگاهش به عنوان بازنده به فلامینگو به پایان رسید، در تیم این فصل نامگذاری شد. این شامل ۲۲ بازی در ۲۲ آوریل در پیروزی نیمه نهایی ۳–۰ برابر واسکو دا گاما در ورزشگاه ماراکانا بود.
در همان سال، ریشارلیسون همچنین در اولین مسابقه قاره ای خود، کوپا سودامریکانا ۲۰۱۷ شرکت کرد. وی در بازی‌های لیگ برتری ریو دوژانیرو به مرحله یک چهارم نهایی چهار بازی انجام داد و در دو مرحله نخست با پیروزی مقابل لیورپول اروگوئه و یونیورسالاد کاتولیکا اکوادور به پیروزی رسید.

##### واتفورد
ریشارلیسون  انتقال خود را به باشگاه لیگ برتری انگلیس واتفورد در ۸ اوت ۲۰۱۷ انجام داد و قرارداد ۵ ساله را با مبلغ ۱۱٫۲ میلیون پوند قرارداد امضا کرد. او اولین بازی خود را برای این باشگاه به عنوان جایگزین در تساوی ۳–۳ مقابل لیورپول در روز آغاز فصل ۱۸–۱۷ لیگ برتر انجام داد. در بازی بعدی خود، در ۱۹ اوت برابر بورنموث، او اولین گل خود را برای این باشگاه در برد ۲–۰ به ثمر رساند. او تنها بازیکن تیم واتفورد بود که در همه بازی از فصل لیگ برتر انجام داد و در این دوره پنج گل به ثمر رساند.

###### اورتون
ریشارلیسون در تاریخ ۲۴ ژوئیه ۲۰۱۸ با پرداخت مبلغ نقل و انتقالات از ۳۵ میلیون پوند و به‌طور بالقوه به ۵۰ میلیون پوند، به باشگاه لیگ برتری اورتون منتقل شد. او با مارک سیلوا، مربی سابق واتفورد به این باشگاه آمد. او در اولین بازی خود در ۱۱ اوت، دو بار در تساوی ۲–۲ در ولورهمپتون واندرز گل به ثمر رساند. دو هفته بعد، او در نیمه اول مسابقه با همان امتیاز دور از خانه به بورنموث به دلیل برخورد سر با آدام اسمیت ارسال شد.
به دلیل شکل ضعیف مهاجمان اورتون، ریشارلیسون در بازی اصلی اورتون مقابل لستر سیتی در تاریخ ۶ اکتبر در نقش اصلی خط حمله مستقر شد و در دقیقه ۷ با نتیجه ۲ بر یک به پیروزی رسید. چهار هفته بعد، او دو بار در پیروزی ۳–۱ مقابل برایتون و هو آلبیون گلزنی کرد. ریشارلیسون فصل را به عنوان بهترین گلزن مشترک اورتون به همراه گیلفی سیگوردسون با ۱۳ گل لیگ برتر به پایان رساند، در حالی که هر دو در تمامی رقابت‌ها ۱۴ گل داشتند.
در تاریخ ۳ دسامبر ۲۰۱۹، ریشارلیسون قرارداد ۵ ساله جدیدی با اورتون امضا کرد.

## عملکرد بین‌المللی

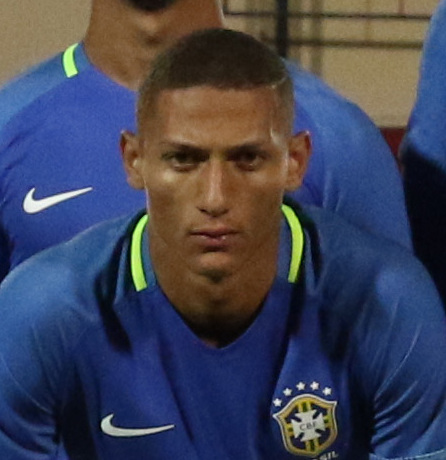
ریچارلیسون در سال 2017 تیم ملی زیر 20 سال برزیل

ریشارلیسون در مسابقات زیر ۲۰ سال برزیل برای مسابقات قهرمانی زیر ۲۰ سال آمریکای جنوبی ۲۰۱۷ انتخاب شد. او در این مسابقات هشت بازی انجام داد و دو گل به ثمر رساند. در تاریخ ۲۷ اوت ۲۰۱۸، وی پس از عقب‌نشینی پدرو از مصدومیت، اولین دعوت خود را توسط مربی تیته به بازی‌های دوستانه در برابر ایالات متحده و السالوادور دریافت کرد.
او اولین بازی خود را در برابر آمریکایی‌ها در ۷ سپتامبر در ورزشگاه مت لایف در نیوجرسی انجام داد، به عنوان یک تعویض دقیقه ۷۵ برای روبرتو فیرمینو که با نتیجه ۲–۰ به پایان رسید، و اولین گل‌های خود را در بازی دوم چهار روز بعد به ثمر رساند، که دو بار گلزنی او باعث نتیجه ۵–۰ شد.
در ماه مه ۲۰۱۹، او در ترکیب ۲۳ نفره برزیل برای بازی کوپا آمریکا ۲۰۱۹ در خاک کشورش قرار گرفت. در فینال مقابل پرو در تاریخ ۷ ژوئیه، در ورزشگاه ماراکانا، ریشارلیسون در نیمه دوم از نیمکت تیم به جای فیرمینو آمد و گل نهایی پیروزی ۳–۱ را از روی نقطه پنالتی به ثمر رساند.

## زندگی شخصی
در ۹ اوت ۲۰۱۵، ریشارلیسون یک قرارداد حمایت سه ساله با شرکت آمریکایی نایک امضا کرد.